# Acherner Mühlbach
Der Acherner Mühlbach ist ein Gewässer im baden-württembergischen Ortenaukreis und im Landkreis Rastatt. Er verläuft anfangs nordwestlich durch die Stadt Achern, danach zunächst nordnordöstlich und später wieder nordwestlich in der Oberrheinischen Tiefebene. Der Mühlbach mündet nach knapp 22 Kilometer von Osten kommend bei Greffern unter dem Namen Schwarzbach in den Rheinniederungskanal.

## Geographie
Der Acherner Mühlbach zweigt in der Nähe der Kreuzung Obere Bergstraße/Holzstraße in Oberachern auf einer Höhe von ca. 168 m ü. NN von der Acher ab. Hier fließt er erst einmal nordwestlich durch Oberachern, wo er zahlreiche Brücken und Gebäude, wie das ehemalige Feinpappenwerk, unterquert. Nachdem der Bach die Illenau umflossen hat, mündet von rechts der Illenbach in ihn.
Nachdem der Acherner Mühlbach die namensgebende Stadt Achern verlassen hat, fließt er nach Großweier, wo der Großweirer Dorfbach von ihm abzweigt. Danach ändert sich seine Flussrichtung nach Norden und ein Stückchen weiter, wo der Alte Fuchsgraben von rechts in den Acherner Mühlbach einfließt, ändert er wieder seine Richtung nach Nordnordosten. Auf dieser Etappe durchfließt er die Ortschaften Unzhurst, Zell und Moos, sowie die Zeller Mühle. Zwischen Unzhurst und Zell sowie südlich von Moos überquert der Mühlbach zweimal den Scheidgraben. Der Altbach zweigt bei Zell von ihm ab und mündet unterhalb der Zeller Mühle von links wieder in ihn ein.
Nach Moos fließt der Acherner Mühlbach unter einer Bahnstrecke hindurch, wonach er seine Flussrichtung wieder auf Nordwesten ändert. Kurz darauf zweigt der Krebsbach von ihm ab, der in Schwarzach wieder in ihn mündet. Von dort an trägt der Bach den Namen Schwarzbach. Außerdem zweigt in Schwarzach der Kanalbach vom Acherner Mühlbach ab, der ihn mit dem Sulzbach bei Stollhofen verbindet. Nachdem der Mühlbach das Dorf verlassen hat, fließt er in der Nähe des Dow-Chemical-Standorts in Greffern in den Rheinniederungskanal ein.

## Geschichte
Die Annahme, der Acherner Mühlbach sei durch Mönche des Klosters Schwarzach gebaut worden, ist verbreitet, lässt sich aber nicht belegen. Wahrscheinlicher ist, dass vorhandene Gewässer ausgebaut wurden, um die Wasserversorgung der Klostermühle in Schwarzach zu verbessern. Zwischen Großweier und Unzhurst führt der Mühlbach über etwas höher gelegenes Gelände, was als Hinweis auf eine künstliche Anlage in diesem Abschnitt gesehen wird.
Ein möglicher Vorläufer des Acherner Mühlbachs in Oberachern war das Schlossbächel, ein heute nicht mehr vorhandenes Bächlein, das östlich des Ortes entsprang. Zur Verbesserung der Wasserführung dieses Gewässers soll ein Wehr in der Acher mit einer Überleitung zum Schlossbächel gebaut worden sein. Dass die Grenze zwischen den beiden Pfarrgemeinden in Oberachern ursprünglich dem Mühlbach folgte, wird als Hinweis darauf gesehen, dass die Acherableitung möglicherweise bereits im 12. Jahrhundert bestand. Gesichert ist die Existenz des Mühlbachs für das Jahr 1372, als ein Pleuel – eine wasserkraftgetriebene Stampfe für die Verarbeitung von Hanf – erwähnt wird. 1575 wurde das Wehr in der Acher instand gesetzt.
1853 gründete sich die heute noch bestehende Deichbau-Genossenschaft, in der sich die Wasserwerksbesitzer des gesamten Mühlbachs zusammenschlossen. Die Genossenschaft reparierte das Wehr in der Acher, das 1851 bei einem Hochwasser zerstört worden war. 1868 erbaute die Genossenschaft ein neues Wehr. Im März 1923 hatte die Genossenschaft neun Mitglieder aus Oberachern, sieben Mitglieder in Achern, je ein Mitglied in Großweier, Oberwasser, Zell und Schwarzach sowie zwei Mitglieder in Stollhofen. Zudem war die Waschanstalt der Heil- und Pflegeanstalt Illenau Mitglied der Genossenschaft.
Der Mühlbach selbst ist nicht Eigentum der Genossenschaft; die Anliegergemeinden sind für seine Instandhaltung verantwortlich. 1881 wurde von den Bezirksämtern Achern und Bühl eine Mühlbachordnung erlassen, die das eigenmächtige Wiesenwässern unter Strafe stellte.
Nach dem Zweiten Weltkrieg verlor der Mühlbach an Bedeutung, da Wiesen nicht mehr gewässert wurden und viele Mühlen auf andere Antriebsarten umstellten. 1989 wurde die Wasserentnahme aus der Acher begrenzt; es müssen mindestens 80 bis 100 Liter pro Sekunde in der Acher verbleiben. Zuvor war die Acher regelmäßig trocken gefallen, was Fischsterben zur Folge hatte.

### LUBW
Amtliche Online-Gewässerkarte mit passendem Ausschnitt und den hier benutzten Layern: Lauf und Einzugsgebiet des Acherner Mühlbachs

Allgemeiner Einstieg ohne Voreinstellungen und Layer: Daten- und Kartendienst der Landesanstalt für Umwelt Baden-Württemberg (LUBW) (Hinweise)
1. 1 2  Höhe nach dem Höhenlinienbild auf dem Hintergrundlayer Topographische Karte oder dem Digitalen Geländemodell der Online-Gewässerkarte.
2. ↑  Länge nach dem Layer Gewässernetz (AWGN).

### Andere Belege
1. ↑  Heinz Fischer: Geographische Landesaufnahme: Die naturräumlichen Einheiten auf Blatt 169 Rastatt. Bundesanstalt für Landeskunde, Bad Godesberg 1967. → Online-Karte (PDF; 4,4 MB)
2. ↑  Geschichte, soweit nicht anders angegeben, nach Reiner Vogt: Der Mühlbach – einst Lebensader von Oberachern. In: Heimat- und Verschönerungsverein Oberachern (Hrsg.): … aus der Oberacherner Dorfgeschichte. Nr. 2 (August 1997) und Nr. 3 (Januar 1998).
3. ↑  F. K. Maurath: Der neue Ortsteil Unzhurst. In: Karl Knittel: Ottersweier. Ein Gang durch die Geschichte. Gemeinde Ottersweier, Ottersweier 1975, S. 195–229, hier S. 212 f.